# イチゴツナギ属
イチゴツナギ属（イチゴツナギぞく、学名：Poa)は、イネ科の属の一つである。ナガハグサ属ともいう。

## 学名の由来
ギリシャ語 πόα (poa) に基づく。この語は一般的に「草」を表すが、牛に与える「まぐさ、飼い葉」を表すこともある。この属には、牛・馬・羊などの飼料として使われる植物が多いことから。
なお、イネ科はかつて、「草」を意味するラテン語 grāmen (語幹 grāmin-) から Gramineae と呼ばれていたが、APG植物分類体系からこの属を代表属とする Poaceae になった。命名規約上は、Poaceae は Gramineae の別名として使用を認められているもので、従来の科名 Gramineae が廃止されたわけではない（メルボルン規約、18.5–6）。

## 分布
現在では、植物の生育できる環境を持つほとんどの地域に分布しており、日本にもスズメノカタビラ、イチゴツナギ、ナガハグサなどが雑草として分布している。500種あまりが知られ、一年草と、宿根性または常緑性の多年草のものがある。

## 人類との関わり
家畜の飼料・牧草として重要なものが多い。また、「日本芝」に対し、常緑性の「西洋芝」と呼ばれるものは、大半がこの仲間である。一方で性質が強く、繁殖力が旺盛なため、スズメノカタビラなどのようにやっかいな雑草となっているものも多い。